# Tobias Unkauf
Tobias Unkauf (* 20. Oktober 1987 in Wiesbaden) ist ein deutscher Biotechnologe und ehemaliger Schauspieler.

## Werdegang
Unkauf stand zwischen 2000 und 2006 für verschiedene Kino- und Fernsehaufnahmen vor der Kamera. Er ist auch als Synchronsprecher tätig.
Tobias Unkauf studierte von 2007 bis 2012 Biotechnologie an der TU Braunschweig und der Universität Linköping. Anschließend promovierte er 2016.
2014 wurde Unkauf für seine Arbeiten und soziales Engagement mit dem Wissenschaftspreis Niedersachsen ausgezeichnet.

## Filmografie (Auswahl)
- 2000: Der Clown
- 2001: Emil und die Detektive
- 2002: Edel & Starck
- 2002: Lilly unter den Linden
- 2003: Alarm für Cobra 11 – Einsatz für Team 2
- 2004: Große Jungs
- 2004: Mein Leben & Ich
- 2006: 7 Zwerge – Der Wald ist nicht genug